# Adejeania spinosa
Adejeania spinosa là một loài ruồi trong họ Tachinidae.